# Claude Francin

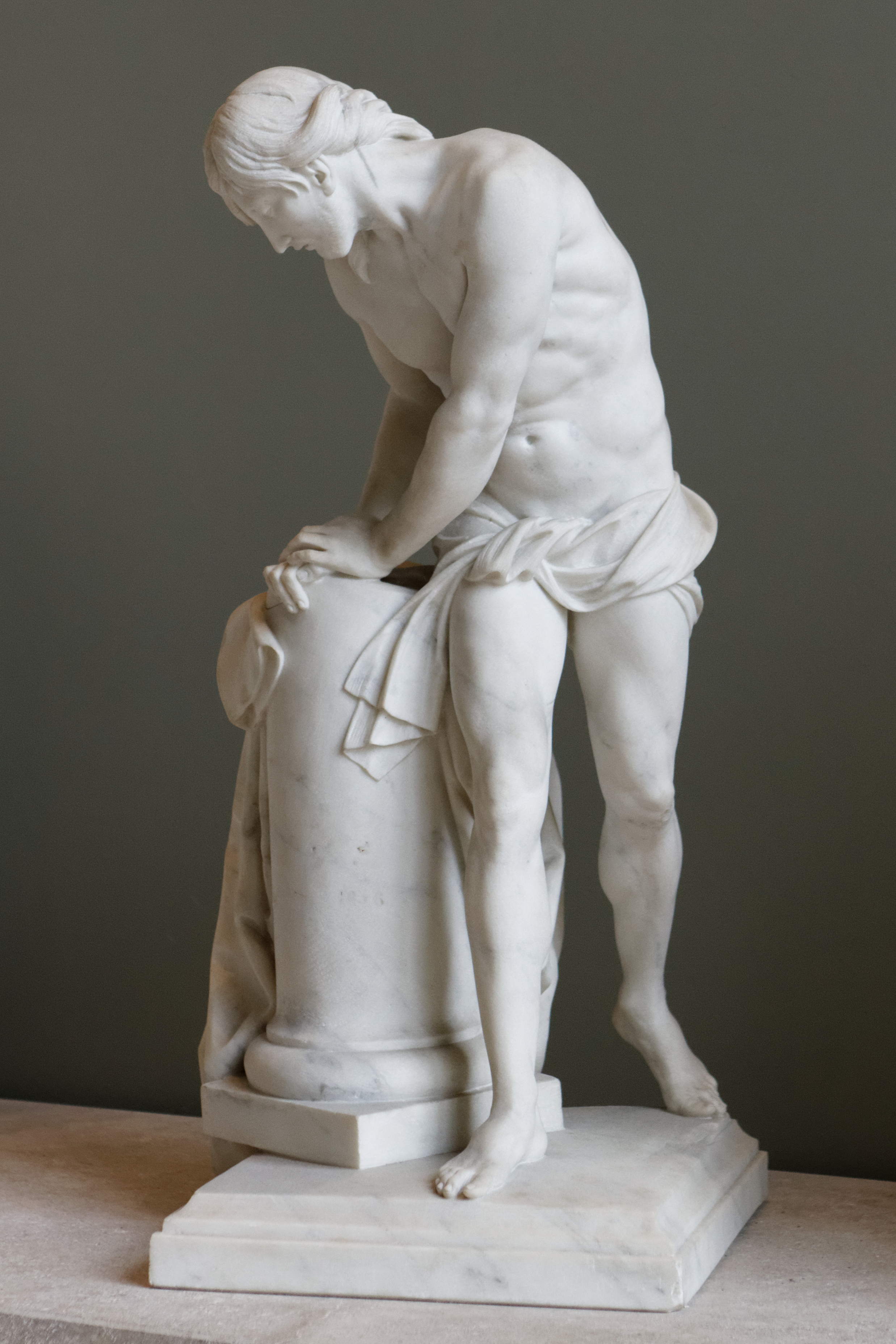
Christ à la colonne

Claude-Clair Francin (* 5. Juni 1702 in Straßburg; † 18. März 1773 in Bourg-la-Reine, Hauts-de-Seine) war ein französischer Bildhauer. 
Er war Sohn des Bildhauers François-Alexis Francin.
Für Ludwig XV. schuf er die unvollendete Marmorskulptur Raub des Ganymed (Baltimore, Walters Art Museum).